# O.K. Nerone
O.K. Nerone è un film del 1951, diretto da Mario Soldati. È una commedia fantastica basata sull'espediente del viaggio nel tempo interpretata dalla coppia comica Carlo Campanini-Walter Chiari.

## Trama
A Roma due marinai italo-americani, Fiorello e Jimmy, vengono aggrediti da una banda di teppisti. Non essendo coscienti per le botte ricevute, i due uomini sognano di essere trasportati nel tempo nel lontano Impero Romano alla corte di Nerone.

## Produzione
La scena dei combattimenti dei gladiatori è stata girata nell'allora campo centrale di tennis del Foro Italico dove ogni anno si svolgevano le partite finali dei campionati internazionali di tennis. Altre parti del film furono ambientate all'EUR tra il Palazzo della Civiltà Italiana e il Museo della civiltà romana in piazza Agnelli.

## Critica
(Fantafilm)

## Influenza culturale
Una commedia che ricalca più o meno la stessa storia è I baccanali di Tiberio del 1959, ancora con Ugo Tognazzi e Walter Chiari.